# 安娜·卢克索娃
安娜·卢克索娃（捷克語：Anna Luxová，1997年5月28日—），捷克女子田径运动员。她曾代表捷克参加2012年、2016年和2020年夏季残疾人奥林匹克运动会田径比赛，其中2020年夏季残奥会获得一枚铜牌。